# Многолопастная булава
Многолопастные булавы — разновидность булав, навершие которых выполнено с гранями (лопастями), предназначенными для усиления повреждений и увеличения пробивающей силы.
Лопасти могли получаться, как правило, путём выпиливания в навершии выемок. Сами же навершия делались из разных материалов — бронзы, капа (твёрдый нарост на деревьях), камня, но преимущественно из железа. Навершия могли быть по форме сферические или цилиндрические, а рёбра (лопасти) — треугольные или прямоугольные в сечении, чаще параллельно оси рукояти, но иногда — спиральные.
В Византии и исламских странах подобные булавы использовались еще в X веке. Согласно анонимному трактату «Стратегика», приписываемому императору Никифору Фоке, среди тяжелой кавалерии Византии — катафрактариев — в X веке выделялись сидерорабдаты, вооружавшиеся сидерорабдионами (лат. siderorabdion) — трех-, четырех-, шестилопастными булавами.
Археологические находки показывают, что на Руси они распространяются в XII—XIII веках (почти 7 % из всех найденных наверший). В Европе также встречаются с XII века — немецкие и итальянские самые ранние булавы со спиральные лопастями, как полагают, заимствованы у арабов из Сицилии. Независимо многолопастные навершия изобрели и некоторые индейцы.
В XIII—XIV веках в Европе и Азии стали приваривать пластины, а не выпиливать лопасти. Это привело к появлению шестопёров и перначей. По одним системам классификации это разновидности многолопастных булав, по другим — отдельный тип оружия.